# Microsoft Tag
Microsoft Tag — двумерный цветной штрихкод (High Capacity Color Barcode — HCCB), разработанный Microsoft. Был специально разработан для распознавания при помощи фотокамер, встроенных в мобильные телефоны. Предназначен для быстрой идентификации и получения на устройство заранее подготовленной информации, привязанной к коду и хранящейся на сервере компании Microsoft.
Методики обработки изображений позволяют декодировать даже расфокусированные снимки, сделанные с использованием объективов с неподвижной, сфокусированной на бесконечность оптикой, свойственных большинству сотовых телефонов.

## Отличия от матричных кодов, преимущества и недостатки
- Коды являются цветными и, следовательно, требуют применения цветных печатающих и видеоконтрольных устройств, снимающих камер. Если цветные мониторы и камеры в настоящее время составляют подавляющее большинство, монохромные принтеры всё ещё достаточно широко распространены, но создание чёрно-белых тегов поддерживается штатно[1].
- Использование цветных треугольников позволяет хранить большее количество информации при том же физическом размере элементов изображения.
- На текущий[когда?] момент вся информация хранится на серверах Microsoft, а следовательно требует подключения к Интернету мобильного устройства.
- Информацию несут исключительно небольшие кружочки в центрах треугольников и концы синхронизационных линий. На всём остальном пространстве может быть что угодно, поэтому возможны MS Tag’и с рисунками.
- Технология чувствительна к качеству и чистоте рамки кода, например, надпись, сделанная сразу под чёрной рамкой кода, делает его невалидным и может привести к сбою распознавания[2].
- Коды чувствительны к геометрическим искажениям, поэтому для их использования требуется плоская поверхность[3]. По этой же причине на распознавание влияет угол, под которым код виден считывающим устройством.

## Совместимость
Для получения кодов не требуется устанавливать на ЭВМ какие-либо дополнительные программы — достаточно обычного браузера. Сайт, используемый для получения тегов, совместим с основными современными браузерами и ОС.
Существуют версии программы-считывателя, предназначенные для телефонов с J2ME (при наличии доступа приложений к камере), Symbian OS, Pocket PC, iOS и Android.

## Виды хранимой информации
Сам код хранит собственный номер длиной 105 двоичных разрядов (13 байт плюс один дополнительный бит для контроля чётности). Программа-считыватель отправляет этот номер на сервер, который в ответ отправляет информацию, привязанную к тегу.
При получении тега пользователь может выбрать один из пяти видов привязанной к нему информации:
1. URL (после считывателя кода вызывается встроенный браузер телефона, которому передаётся этот URL, сама программа-считыватель при этом завершается;
2. Произвольный текст длиной до 1000 символов (сайт для получения тегов поддерживает кириллицу и вообще Unicode в тексте, но программа-считыватель пока отображать их не может, даже в тех моделях телефонов, где в других приложениях, например, в Bombus, проблем с кириллицей и Unicode не возникает);
3. Ссылку на программу. Распознаётся аппарат, с которого было произведено сканирование, что позволяет одним кодом предоставлять скачивание программы для различных платформ автоматически;
4. vCard (поддерживаются импорт из файла либо заполнение формы вручную);
5. Телефонный номер.

Независимо от того, какая именно информация привязывается к коду, необходимо ввести его заголовок. Он должен обязательно начинаться с латинской буквы. По желанию можно дополнительно ввести небольшую заметку (её не следует путать с произвольным текстом при получении кодов с привязанной информацией этого типа).
Информация, привязанная к тегу, может быть в любой момент отредактирована своим владельцем сколько угодно раз. При последующих считываниях тега сервер будет отправлять новую, исправленную информацию. Можно также удалить информацию, привязанную к тому или иному тегу, с сервера совсем, при считывании такого тега программа будет выдавать ошибку «An error occurred processing the code» («При обработке кода возникла ошибка»). Восстановление работоспособности такого тега невозможно.
Владелец кодов может просматривать на сайте статистику количества их считываний по дням.

## Цена
Получение тегов бесплатно как для некоммерческого, так и для коммерческого использования.
Программа-считыватель — бесплатная, но с закрытым исходным кодом (closed source freeware). Доступ приложения (и встроенного браузера телефона, в случае, если код ведёт на тот или иной URL) к интернету осуществляется по обычным тарифам оператора сотовой связи. После считывания некоторых кодов она может инициировать телефонный звонок.
Microsoft оставляет за собой право в дальнейшем взимать плату за те или иные действия с кодами, хотя и обещает, что базовые функции для существующего сейчас типа кодов (что намекает на возможность появления других типов Microsoft Tag) останутся бесплатными.